# ¿No es romántico?
¿No es romántico? (en inglés, Isn't It Romantic) es una película estadounidense de comedia romántica, dirigida por Todd Strauss-Schulson, escrita por Erin Cardillo, Dana Fox, Katie Silberman y Paula Pell y protagonizada por Rebel Wilson, Liam Hemsworth, Adam DeVine y Priyanka Chopra. La trama sigue a una arquitecta grosera que tras quedar inconsciente mediante un intento de ser asaltada por un ladrón, se queda atrapada en una de las comedias románticas estereotipadas que ella misma las aborrece.
Se estrenó el 13 de febrero del 2019, producida por New Line Cinema y distribuida en Estados Unidos, Canadá y Argentina por Warner Bros. Pictures y en su cadena de Netflix a nivel internacional.

## Sinopsis
La arquitecta Natalie desarrolla un fuerte odio por las comedias románticas a una edad temprana, lo que se ve exacerbado por su baja autoestima y la dificultad para encontrar el amor. Su asistente Whitney, fanática de las comedias románticas, cree que su compañero de trabajo Josh está enamorado de Natalie, pero Natalie descarta la idea porque Josh parece pasar todo su tiempo mirando a una modelo en un cartel situado al otro lado de la calle. Un día, Natalie queda inconsciente durante un intento de atraco y se encuentra atrapada en las estereotipadas comedias románticas que desprecia. Whitney se convierte en su enemiga y su vecino Donny se convierte en un extravagante amigo gay que ofrece consejos, mientras que Blake, un cliente multimillonario de su compañía, desarrolla un interés romántico en ella. Además, Josh entra en una relación con la modelo del cartel, que se identifica como una "embajadora de yoga".
Desesperada por volver a la realidad, Natalie deduce que, en la tradición de las comedias románticas, solo puede irse encontrando el amor verdadero. Cuando su relación con Blake se vuelve amarga, Natalie reconoce que siente algo por Josh, quien se ha comprometido con Isabella. Natalie intenta detener su boda, pero pronto se da cuenta de que en lugar de amar a otra persona, necesita aprender a amarse a sí misma. Después de esta revelación, Natalie tiene un accidente automovilístico y pierde el conocimiento. no se sabe si ella sigue viva
Natalie se despierta en el mundo real, pero con una nueva confianza en sí misma, que utiliza para proponer con éxito una idea a Blake. Después de reunirse con Josh, se entera de que él no ha estado mirando a la modelo, sino el reflejo de Natalie en la ventana, y los dos comienzan una relación. Mientras Natalie se prepara para regresar a casa, Whitney le dice que a pesar de su aversión por las comedias románticas, todo lo que acaba de experimentar ha sido comparable a una de esas comedias. Rompiendo la cuarta pared, Natalie se da cuenta de que ha estado en una comedia romántica todo el tiempo y que ella y el resto del elenco participan en una versión de "Express Yourself".

## Reparto
- Rebel Wilson como Natalie,[2] una arquitecta de Nueva York.
- Liam Hemsworth[3] como Blake, un cliente y uno de los dos intereses amorosos de Natalie.
- Adam DeVine[3] como Josh, el mejor amigo de Natalie y uno de sus dos intereses amorosos.
- Priyanka Chopra[4] como Isabella Stone, una embajadora de yoga.
- Betty Gilpin como Whitney,[5] la asistente y mejor amiga de Natalie.
- Brandon Scott Jones como Donny, vecino gay de Natalie.

## Producción
El 23 de mayo de 2016 se reportó que Rebel Wilson protagonizaría, como Natalie, una película de comedia romántica aún sin título de New Line Cinema, creada a partir de un guion original de Erin Cardillo y reescrito por Dana Fox y Katie Silberman, mientras que los productores serían Todd Garner, Grant Scharbo y Gina Matthews. El 22 de marzo de 2017, Todd Strauss-Schulson fue contratado para dirigir la película, titulada Isn't It Romantic, y se reveló que el último borrador del guion fue escrito por Paula Pell. El 10 de mayo, Adam DeVine y Liam Hemsworth se integraron al equipo de trabajo para interpretar a los intereses amorosos de Natalie. Priyanka Chopra se unió al filme en mayo. El 15 de junio de 2017, Betty Gilpin fue añadida al reparto como la asistente y mejor amiga de Natalie, Whitney.
La fotografía principal comenzó el 10 de julio de 2017, en Nueva York.

## Estreno
Isn't It Romantic se estrenó el 13 de febrero del 2019, producida por Warner Bros. Pictures.[cita requerida]
Su estreno en Netflix fue el 28 de febrero del 2019.[cita requerida]

## Recepción
Isn't It Romantic recibió reseñas generalmente mixtas a positivas de parte de la crítica y de la audiencia. En el sitio web especializado Rotten Tomatoes, la película posee una aprobación de 69%, basada en 182  reseñas, con una calificación de 6.1/10, y con un consenso crítico que dice: "Sigue tantas convenciones de género como de las que se burla, pero Isn't It Romantic es una comedia romántica para sentirse bien, con algo de sátira, y una estrella adecuada para ambas cosas." De parte de la audiencia tiene una aprobación de 47%, basada en más de 2500 votos, con una calificación de 3.1/5.
El sitio web Metacritic le dio a la película una puntuación de 60 de 100, basada en 33 reseñas, indicando "reseñas mixtas". Las audiencias encuestadas por CinemaScore le otorgaron a la película una "B" en una escala de A+ a F, mientras que en el sitio IMDb los usuarios le asignaron una calificación de 5.9/10, sobre la base de 70 522 votos. En la página web FilmAffinity la cinta tiene una calificación de 4.7/10, basada en 4695 votos.